# Наумово (Алтайский край)
Наумово — село в Тальменском районе Алтайского края. Входит в состав Кашкарагаихинского сельсовета.

## История
Основано в 1770 году. В 1928 году деревня Наумова состояла из 171 хозяйства, основное население — русские. В административном отношении входила в состав Луговского сельсовета Тальменского района Барнаульского округа Сибирского края.

## Население
| 1926 | 1997 | 1998 | 1999 | 2000 | 2001 |
| ---- | ---- | ---- | ---- | ---- | ---- |
| 828  | ↘349 | ↘338 | ↗350 | ↘342 | ↗350 |
| 2002 | 2003 | 2004 | 2005 | 2006 | 2007 |
| ↘336 | ↗372 | ↘362 | ↗365 | ↗375 | ↘355 |
| 2008 | 2009 | 2010 | 2011 | 2012 | 2013 |
| ↗362 | ↗378 | ↗381 | ↘377 | ↗386 | ↘377 |

Национальный состав
Согласно результатам переписи 2002 года, в национальной структуре населения русские составляли 91 %.